# Sciophila ocreata
Sciophila ocreata är en tvåvingeart som beskrevs av Philippi 1865. Sciophila ocreata ingår i släktet Sciophila och familjen svampmyggor. Inga underarter finns listade i Catalogue of Life.